# Kara Lawson
Kara Lawson, född den 14 februari 1981 i Alexandria, Virginia, är en amerikansk basketspelerska som tog tog OS-guld 2008 i Peking. Detta var USA:s fjärde OS-medalj i dambasket i rad. Inför WNBA-säsongen 2011 skrev Lawson på ett treårigt kontrakt med Connecticut Sun.